# Loi de restriction de l'immigration de 1901
La loi de restriction de l'immigration de 1901 (Immigration Restriction Act 1901) est une loi du Parlement d'Australie formant la composante légale de la politique raciste d'Australie blanche (White Australia policy). Elle unifiait les politiques migratoires des différentes colonies australiennes fédérées depuis le 1er janvier 1901. Elle obligeait les nouveaux arrivants à réussir une dictée d'une cinquantaine de mots en « une langue européenne » choisie par le fonctionnaire chargé, afin d'empêcher l'entrée sur le territoire de populations non-blanches. Appliquée de manière très restrictive, souvent critiquée, elle a été remplacée par le Migration Act 1958.

## Documentation
- (en) Raymond Evans, « The White Australia Policy », dans James Jupp (dir.), The Australian People, Cambridge : Cambridge University Press, 2001, p. 44-49
- (en) Kel Robertson, avec Jessie Hohmann et Iain Stewart : « Dictating to One of 'Us': the Migration of Mrs Freer » (2005) 5 Macquarie Law Journal 241-275